# ناتالیا ریبیتسکا
ناتالیا ریبیتسکا (لهستانی: Natalia Rybicka؛ زادهٔ ۱ اکتبر ۱۹۸۶) بازیگر و صداپیشه اهل لهستان است.
از فیلم‌ها یا مجموعه‌های تلویزیونی که وی در آن‌ها نقش داشته‌است، می‌توان به غسل تعمید، همه چیز درست خواهد شد، خبرچینان، مرد ایده‌آل برای دوست‌دخترم، هنگام تاریکی، خودِ زندگی، اجاره‌نشین‌ها، لندنی‌ها، پدر متیو، ع چون عشق، هتل ۵۲ و در خوشی و سختی اشاره نمود.